# Hyperplatys kawensis
Hyperplatys kawensis es una especie de escarabajo longicornio del género Hyperplatys, tribu Acanthocinini, subfamilia Lamiinae. Fue descrita científicamente por J.-P. Roguet en 2022.
El período de vuelo de la especie se presenta durante los meses de julio, agosto y septiembre.

## Descripción
Mide 4,98-5 milímetros de longitud.

## Distribución
Se distribuye por Guayana Francesa.